# Apóstolas do Sagrado Coração de Jesus
A Congregação das Apóstolas do Sagrado Coração de Jesus (ASCJ), antes conhecidas como as Zeladoras Missionárias do Coração de Jesus, é uma congregação internacional de religiosas fundada em Viareggio, Itália, em 1894, pela Bem-Aventurada Madre Clélia Merloni (1861-1930).

## História
Clélia Merloni nasceu, filha de Gioacchino e Teresa Brandinelli Merloni, em 10 de março de 1861, em Forli, Itália, e frequentou uma escola particular nos subúrbios. Depois de vivenciar a vida religiosa em diversas congregações, Clélia ingressou na Congregação das Filhas de Santa Maria da Divina Providência, fundada em Como por Dom Luigi Guanella. Ela desejava fundar uma nova congregação dedicada às obras de caridade e fundou a Congregação das Apóstolas do Sagrado Coração de Jesus em Viareggio, Itália, em 30 de maio de 1894.
A Congregação expandiu-se rapidamente e parecia ser uma grande promessa. Em 1895, seu pai morreu, deixando para Clélia os seus bens. Um administrador financeiro desonesto levou a congregação à falência. Em 10 de junho de 1900, o bispo Giovanni Battista Scalabrini, de Piacenza, concedeu aprovação episcopal à Congregação das Apóstolas Missionárias do Sagrado Coração de Jesus e aprovou seu governo com uma nova dimensão missionária. Scalabrini buscava uma fundação de religiosas para ajudar os emigrantes que deixavam a Itália em busca de sustento nas Américas. A sede central da congregação foi estabelecida em Piacenza.
Em 10 de agosto de 1900, seis Apóstolas Missionárias partiram de Gênova no navio Piedmont para São Paulo, Brasil. Dois anos depois, em 16 de junho de 1902, seis Apóstolas Missionárias partiram de Gênova no navio inglês The Vancouver para Boston, Massachusetts, para ajudar os Missionários de São Carlos. Em pouco tempo, essas irmãs reuniram cerca de 200 crianças da região e organizaram aulas de doutrina cristã para elas.
O movimento se tornou um alvo e o fundador do movimento foi forçado a se esconder. As freiras ganharam alguma proteção do bispo Giovanni Batista Scalabrini, mas ele morreu em 1905 e o movimento foi transferido para Alessandria. Em 1911, a igreja removeu a fundadora do cargo. Madre Merloni faleceu em 21 de novembro de 1930 no Generalato de Roma e foi sepultada na capela. Ela foi substituída por Marcelina Viganò, que foi chamada de volta da América, onde havia criado um novo noviciado. 
Em 2011, no 150º aniversário do nascimento da fundadora, o Papa elogiou o trabalho das Apóstolas do Sagrado Coração de Jesus.

## Contemporaneidade
As Apóstolas do Sagrado Coração de Jesus professam os conselhos evangélicos de Castidade, Pobreza e Obediência. A congregação conta com cerca de 1.200 irmãs  nos cinco continentes. A congregação está dividida em cinco províncias e duas vice-províncias, cada uma com seu próprio governo subordinado ao governo geral. As irmãs prestam serviço na Itália, Suíça, Brasil, Argentina, Chile, Paraguai, Uruguai, Estados Unidos, Moçambique, Benin, Albânia, Taiwan, Irlanda e Filipinas. 
O Provincialado dos Estados Unidos está localizado em Mount Sacred Heart, 295 Benham Street, Hamden, Connecticut, onde as irmãs dirigem a Sacred Heart Academy. Em St. Louis, Missouri, elas operam um programa de pré-escola na Sacred Heart Villa e também dirigem uma escola secundária só para meninas, a Cor Jesu Academy.  A Apostle Immigrant Services é uma agência sem fins lucrativos que fornece uma variedade de programas educacionais e serviços de imigração legal para a comunidade da grande New Haven, Connecticut.
Há cerca de 130 membros professos que trabalham em Connecticut, Nova York, Pensilvânia, Missouri e Flórida. Seus principais ministérios de serviço são educação (todas as faixas etárias), saúde, atividade missionária, serviço social e serviço pastoral.